# Верхня Липиця
Ве́рхня Ли́пиця — село в Україні, у Рогатинській міській громаді Івано-Франківського району Івано-Франківської області. Населення становить 1300 осіб. До 2020 року орган місцевого самоврядування — Верхньолипицька сільська рада.

## Назва
7 червня 1946 року указом Президії Верховної Ради УРСР село Липиця Горішня Більшівцівського району перейменовано на Верхня Липиця і Липицько-Горішнянська сільська Рада — на Верхньолипицька.

## Географія
Село розкинулось на березі річки Нараївки, притоки Гнилої Липи, за 16 км від райцентру, за 3 км від залізничної станції Підвисоке.

## Археологія
На околиці Верхньої Липиці виявлено:
- стоянку доби пізнього палеоліту,
- рештки поселення та могильник II ст. до н. е. — III ст. н. е., що дали назву липицькій археологічній культурі.

## Історія
Перша письмова згадка про село датується 12 березня 1436 року. У процесі росту в 1439 р. село Липиця поділилося на Липицю Горішню та Липицю Долішню
У 1887 році коштом громади збудовано Церкву Різдва Пресвятої Богородиці.
У 1897 р. через село пролягла Східньогалицька локальна залізниця (існувала до 1944 р.).
У липні 1906 року місцеві жителі взяли участь в аграрному страйку.
У 1939 році в селі мешкало 2740 осіб, з них: 2490 українців, 50 поляків, 120 латинників та 80 євреїв.
За СРСР Верхня Липиця була газифікована, на території села діяла центральна садиба колгоспу імені С. Кірова.
І дотепер місцеві жителі спеціалізуються на виробництві молока та вівчарстві. У селі є тартак та млин.
Попередні парафіяльні священики: Юліан Барановський (1898-1901), Григорій Сапрука (1904), Іван Мащак (1904-1942), Петро Каблак (помічник, 1914), Микола Мулярчук (помічник, 1934-1935), Тома Бариляк (помічник, 1938), Іван Чикало (1942-1944), Адам Яновський (1944-1960), Павло Соколовський (1960-1973), Іван Макулович (1982-1990), Михаїл Ковалюк (1990-2015).
12 червня 2020 року, відповідно до Розпорядження Кабінету Міністрів України  № 714-р «Про визначення адміністративних центрів та затвердження територій територіальних громад Івано-Франківської області», увійшло до складу Рогатинської міської громади.
19 липня 2020 року, в результаті адміністративно-територіальної реформи та ліквідації Рогатинського району, село увійшло до складу новоутвореного Івано-Франківського району.

## Населення
Згідно з переписом УРСР 1989 року чисельність наявного населення села становила 1647 осіб, з яких 748 чоловіків та 899 жінок.
За переписом населення України 2001 року в селі мешкало 1467 осіб.

### Мова
Розподіл населення за рідною мовою за даними перепису 2001 року:
| Мова       | Відсоток |
| ---------- | -------- |
| українська | 99,86 %  |
| російська  | 0,14 %   |

## Соціальна сфера
У Верхній Липиці працює ліцей, бібліотека, магазини.

## Пам'ятки
В центрі села споруджено монумент Невідомому солдату, а також пам'ятник Т. Г. Шевченкові.